# Trüberbrook
Trüberbrook est un jeu vidéo d'aventure en pointer-et-cliquer sorti le 12 mars 2019 sur PC, Mac et Linux et le 17 avril 2019 sur Nintendo Switch, Xbox One et PlayStation 4. Il est édité par Headup Games (en) et développé par btf GmbH.

## Développement
En novembre 2017, une campagne Kickstarter est lancée afin de récolter les fonds pour développer le jeu. L'objectif de 80 000 euros est atteint en un peu moins de deux jours. Ce sont finalement 198 000 euros qui sont amassés.